# Les Innocents (film, 1987)
Cet article concerne le film d'André Téchiné. Pour le film de Jack Clayton, voir Les Innocents.
Pour les articles homonymes, voir Les Innocents.
Pour plus de détails, voir Fiche technique et Distribution.
Les Innocents est un film français d'André Téchiné, sorti en 1987.

## Synopsis
Jeanne arrive dans une ville du sud de la France. Très vite, elle rencontre Stéphane puis Saïd, deux têtes brûlées. Saïd joue de son pouvoir sur Klotz, tandis que Stéphane, le fils de Klotz, fricote avec des militants d'extrême droite.

## Fiche technique
- Scénario : Pascal Bonitzer et André Téchiné
- Réalisation : André Téchiné
- Assistants réalisateur : Michel Béna et Xavier Beauvois
- Assistantes monteuses : Corinne Rozenberg et Catherine Schwartz
- Régisseurs généraux : Brigitte Faure et Frédéric Sauvagnac
- Photographie : Renato Berta
- Musique : Philippe Sarde
- Montage Son : Michel Klochendler
- Ingénieurs du son : Dominique Hennequin et Jean-Louis Ughetto
- Costumier : Christian Gasc
- Chef décorateur : Zé Branco
- Durée : 96 minutes

## Distribution
- Sandrine Bonnaire : Jeanne
- Simon de La Brosse : Stéphane
- Abdel Kechiche : Saïd
- Jean-Claude Brialy : Klotz
- Tanya Lopert : Mme Klotz
- Marthe Villalonga : l'hôtelière
- Jacques Nolot : le médecin
- Philippe Landoulsi : le second médecin
- Marie France : la chanteuse
- Stéphane Onfroy : Alain
- Christine Paolini : Maïté
- Krimo Bouguetof : Noureddine
- Pierre Grisoli : Frankie

## Distinctions
Césars 1988
- César du meilleur acteur dans un second rôle pour Jean-Claude Brialy
- Nomination au César du meilleur film pour André Téchiné
- Nomination au César du meilleur réalisateur pour André Téchiné
- Nomination au César de la meilleure musique pour Philippe Sarde
- Nomination au César du meilleur son pour Dominique Hennequin et Jean-Louis Ughetto